# ポール・ハーシュ
ポール・ハーシュ（Paul Hirsch、1948年11月14日 - ）は、アメリカ合衆国の編集技師。ニューヨーク出身。
『スター・ウォーズ』の編集により、アカデミー編集賞を受賞。さらに2004年には『Ray/レイ』で再びノミネートされた。

## フィルモグラフィ
- Hi, Mom! (1970)
- 悪魔のシスター Sisters (1973)
- ファントム・オブ・パラダイス Phantom of the Paradise (1974)
- キャリー Carrie (1976)
- 愛のメモリー Obsession (1976)
- The Money (1976)
- スター・ウォーズ Star Wars (1977)
- キング・オブ・ジプシー King of the Gypsies (1978)
- フューリー The Fury (1978)
- スター・ウォーズ/帝国の逆襲 Star Wars: Episode V - The Empire Strikes Back (1980)
- ミッドナイトクロス Blow Out (1981)
- クリープショー Creepshow (1982)
- The Black Stallion Returns (1983)
- アメリカ万才 Protocol (1984)
- フットルース Footloose (1984)
- フェリスはある朝突然に Ferris Bueller's Day Off (1986)
- 大災難P.T.A. Planes, Trains & Automobiles (1987)
- The Secret of My Succe$s (1987)
- マグノリアの花たち Steel Magnolias (1989)
- Coupe de Ville (1990)
- Dutch (1991)
- レイジング・ケイン Raising Cain (1992)
- Wrestling Ernest Hemingway (1993)
- フォーリング・ダウン Falling Down (1993)
- I Love Trouble (1994)
- ミッション:インポッシブル Mission: Impossible (1996)
- フラッド Hard Rain (1998)
- マイティ・ジョー Mighty Joe Young (1998)
- U.M.A レイク・プラシッド Lake Placid (1999)
- ミッション・トゥ・マーズ Mission to Mars (2000)
- プルート・ナッシュ The Adventures of Pluto Nash (2002)
- ファイティング・テンプテーションズ The Fighting Temptations (2003)
- Ray/レイ Ray (2004)
- 最'愛'絶叫計画 Date Movie (2006)
- ライトアップ! イルミネーション大戦争 Deck the Halls (2006)
- ボーダー Righteous Kill (2008)
- ディラン・ドッグ デッド・オブ・ナイト Dead of Night (2010)
- ミッション: 8ミニッツ Source Code (2011)
- ミッション:インポッシブル/ゴースト・プロトコル Mission: Impossible – Ghost Protocol (2011)
- ウォークラフト Warcraft (2016)
- ザ・マミー/呪われた砂漠の王女 The Mummy (2017)